# Безіменна (річка)
Безі́менна (Велика Безіменна) — річка в Україні, впадає до Азовського моря. Довжина 34 км. Площа водозбірного басейну 193 км². Похил 2,5 м/км. Долина коритоподібна, пересічно завширшки 1,5 км, глибина до 30 м. Річище шириною 5 м, глибиною (у межень) 0,8 м.
Живиться за рахунок атмосферних опадів (на весну припадає до 70% річного стоку). Влітку на окремих ділянках пересихає. Льодостав нестійкий (з грудня до початку березня). Використовується на сільськогосподарські потреби.
Бере початок біля с. Приморське. Тече територією Новоазовського району Донецької області. Споруджено ставки.